# 蘇馬河
蘇馬河是俄羅斯的河流，由卡累利阿共和國負責管轄，河道全長164公里，流域面積2,020平方公里，河水主要來自融雪，最終注入白海的奧涅加灣，每年十一月至翌年五月結冰。